# Blechnum pyrophilum
Blechnum pyrophilum är en kambräkenväxtart som först beskrevs av Bl., och fick sitt nu gällande namn av Conrad Vernon Morton. Blechnum pyrophilum ingår i släktet Blechnum och familjen Blechnaceae. Inga underarter finns listade.